# Gandrange
Gandrange (deutsch Gandringen, lothringisch Guedléng oder Gandréngen) ist eine französische Gemeinde mit 3006 Einwohnern (Stand 1. Januar 2022) im Département Moselle in der Region Grand Est (vor 2016 Lothringen).

## Geografie
Die Gemeinde Gandrange liegt etwa zwölf Kilometer südlich von Thionville und 20 Kilometer nördlich von Metz, nahe der Mündung der Orne in die Mosel. Zusammen mit den Gemeinden Amnéville, Hagondange, Mondelange, Talange und Richemont bildet Gandrange ein geschlossenes Siedlungsgebiet.

## Geschichte
Der Ort wurde erstmals 848 als Goderingas erwähnt, als Gaudrange im Jahr 1793, seit 1659 zu Frankreich gehörend.
Zur Gemeinde Gandrange gehört seit 1812 der Weiler Boussange, der erstmals im Jahre 1115 als Bolsingen erwähnt wurde. Dann Bolsanges/Bolsenges (1128), Bolsingen (1515), Bolsinga (1544), Bussingen (17. Jahrhundert), Bolsinguen (1686), Bolzange (1801), Bolzingen (19. Jh.), Bussingen (1871–1918 und 1940–1944).
Auch während der Zeit der Zugehörigkeit zum Deutschen Reich (1871–1918) blieb Französisch Amts- und Umgangssprache. Der Ort wurde im Zweiten Weltkrieg abermals von den Deutschen besetzt, die im November 1940 einen Teil der Einwohner vertrieben; am 6. September 1944 wurde der Ort wieder befreit.
Von 1790 bis 1902 gehörte auch Amnéville zur Gemeinde Gandrange.

### Bevölkerungsentwicklung
| Jahr      | 1962 | 1968 | 1975 | 1982 | 1990 | 1999 | 2007 | 2019 |
| --------- | ---- | ---- | ---- | ---- | ---- | ---- | ---- | ---- |
| Einwohner | 1475 | 2706 | 2579 | 2296 | 2370 | 2542 | 2634 | 3028 |

## Sehenswürdigkeiten
- ehemalige Kirche Saint-Hubert
- ehemalige Kirche Saint-Pierre
- neue Kirche Saint-Pierre
- Reformierte Kirche

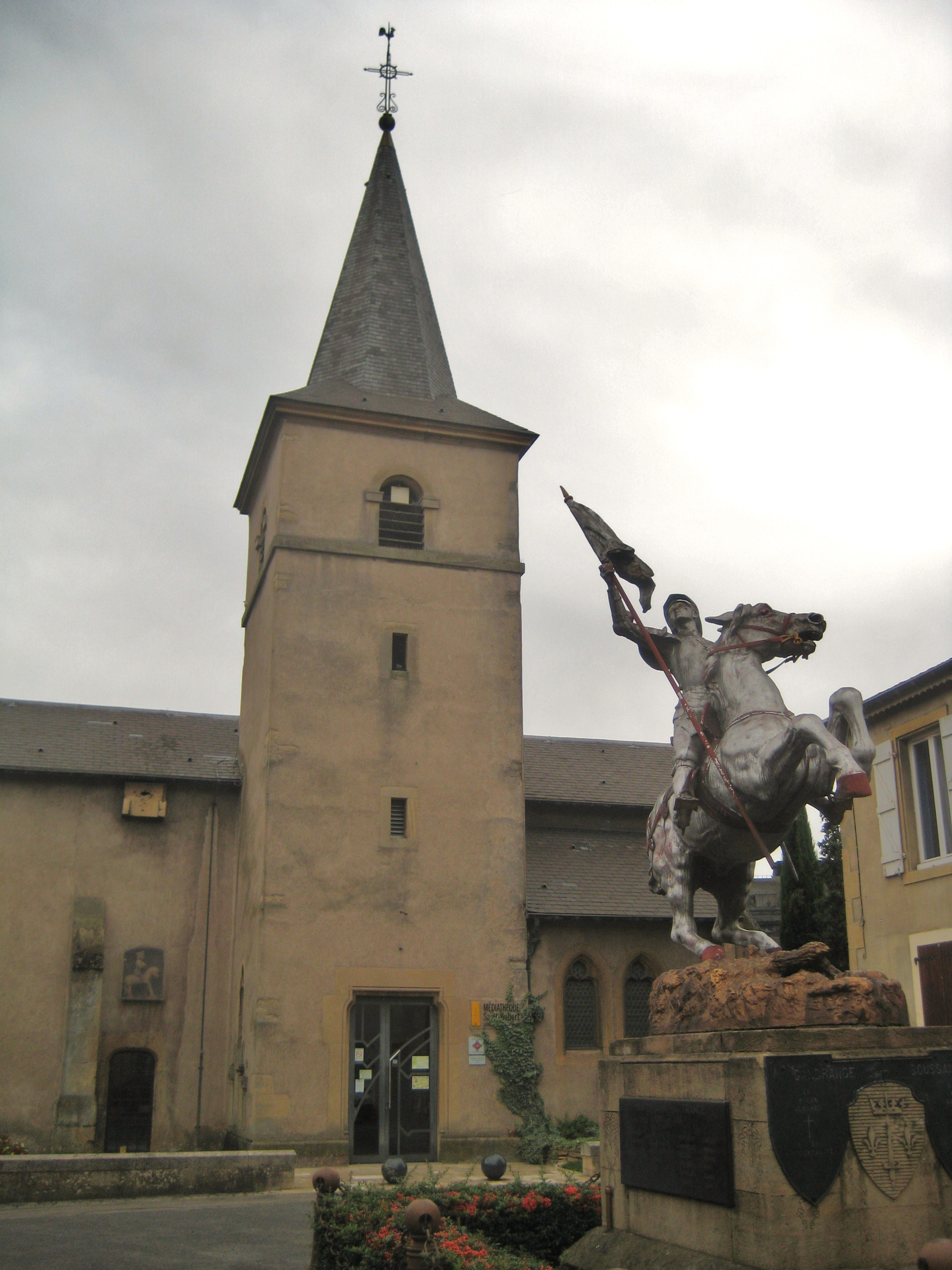
Ehemalige Kirche Saint-Hubert (heutige Mediathek)
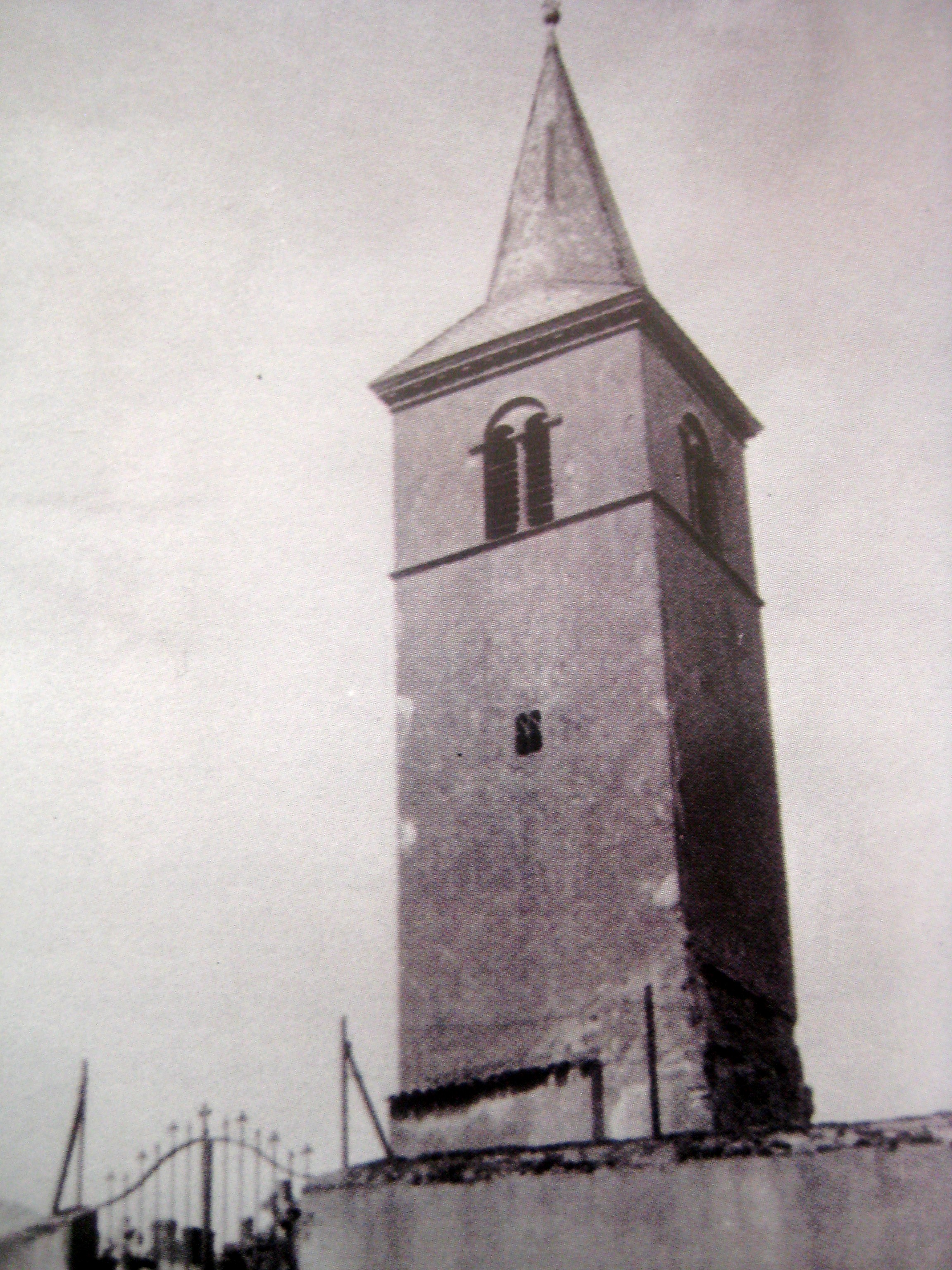
Ehemalige Kirche Saint-Pierre
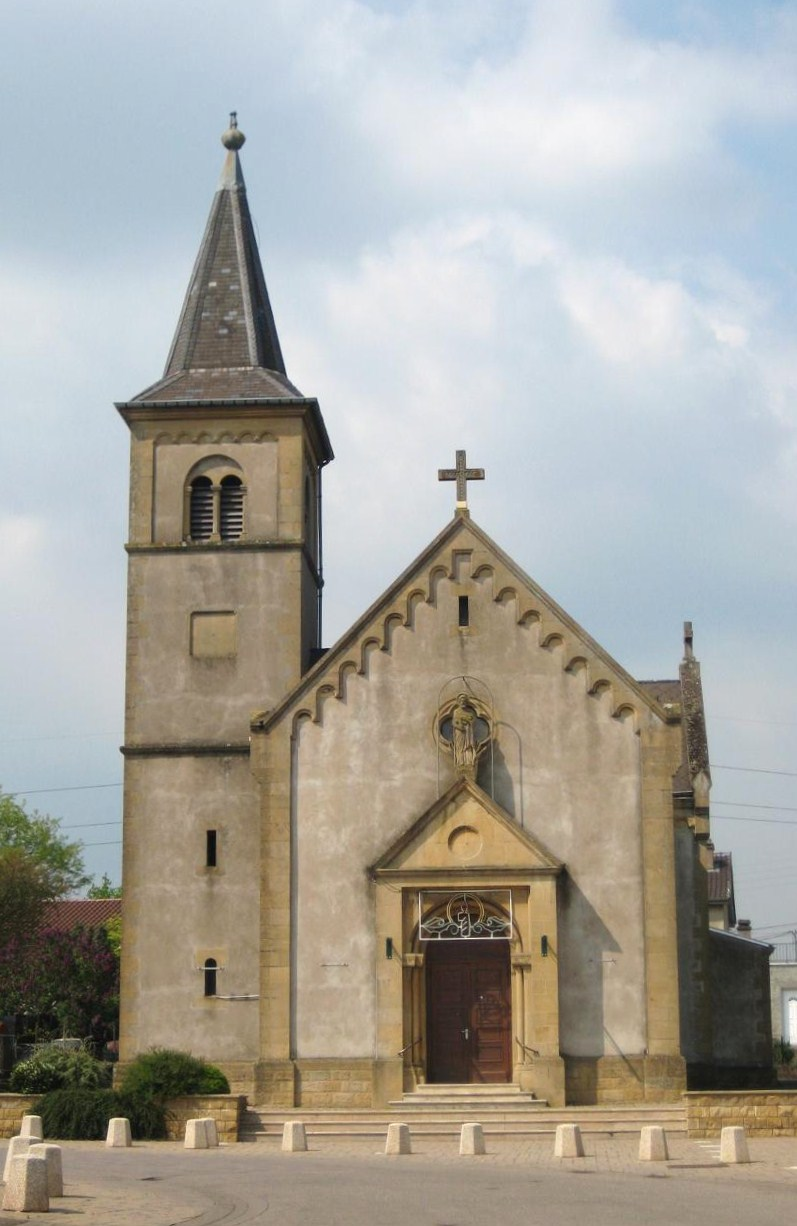
Neue Kirche Saint-Pierre
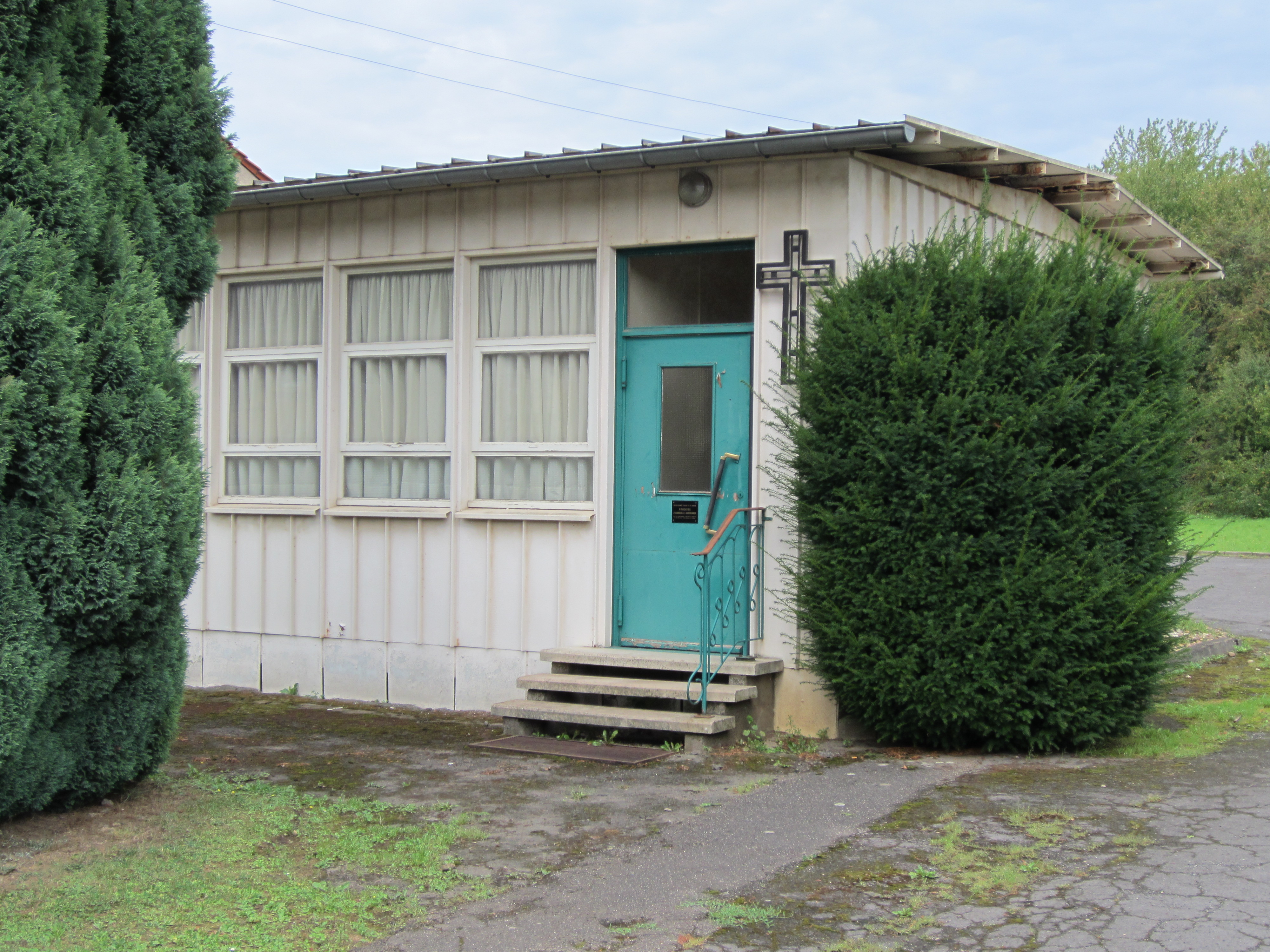
Reformierte Kirche

## Verkehr
Der Bahnhof Gandrange-Amnéville liegt an der Bahnstrecke Saint-Hilaire-au-Temple–Hagondange.

## Persönlichkeiten
- Charles Nicolas Abel (1824–1895), Jurist, Weinbergbesitzer und Mitglied des deutschen Reichstags